# Gotisches Haus (Radebeul)
Das Gotische Haus lag im Stadtteil Niederlößnitz der sächsischen Stadt Radebeul, in der Heinrich-Zille-Straße 5 an der Ecke zur Zillerstraße sowie am Zillerplatz. Das ursprüngliche, einhüftige Winzerhaus wurde durch Christian Gottlieb Ziller um 1850 gotisierend umgebaut und 1874 durch seine Söhne, die Gebrüder Ziller, aufgestockt. 2007 wurde das Gebäude wegen seiner Baufälligkeit abgebrochen.

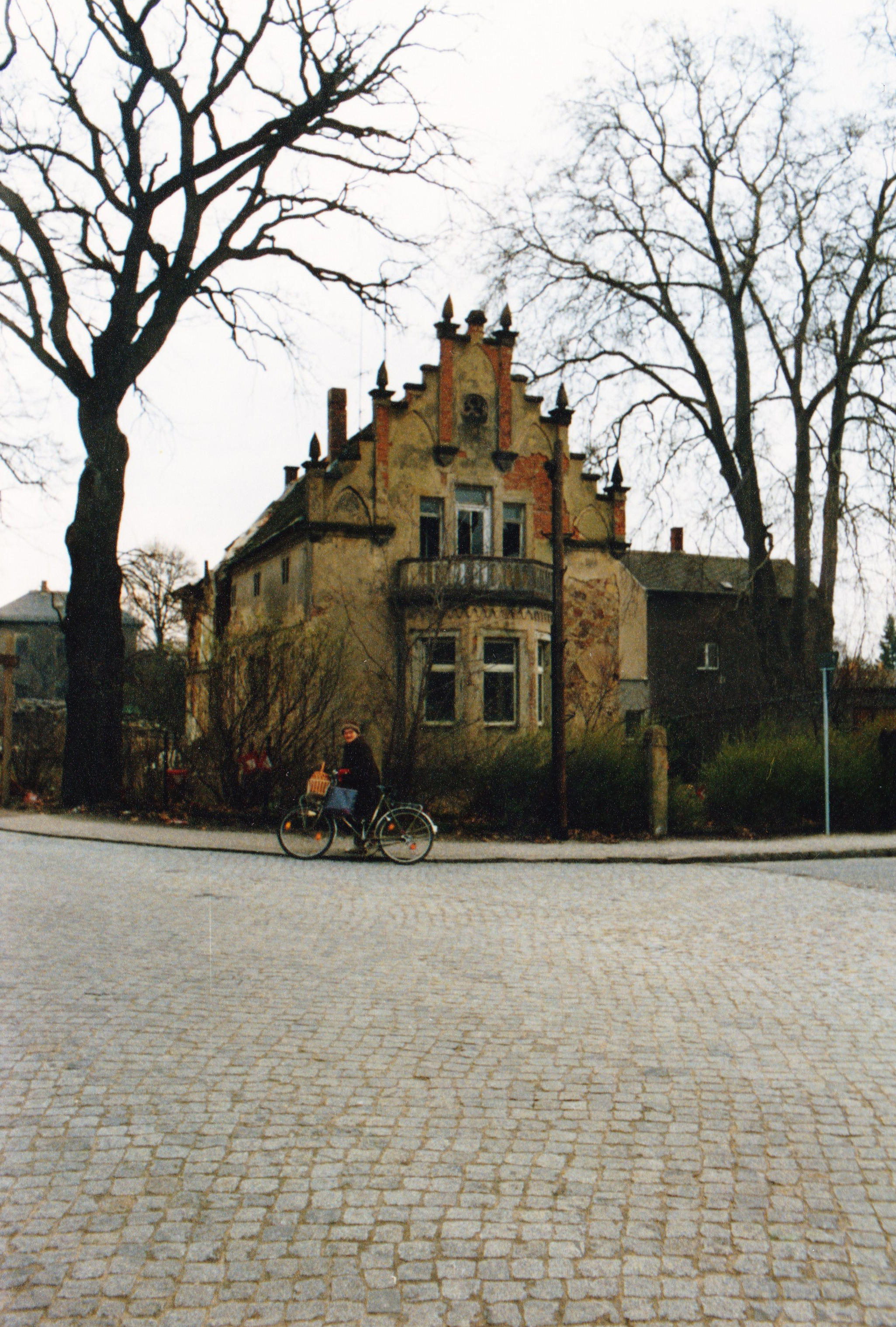
Gotisches Haus mit bereits abgerissenem nördlichen (linken) Flügel (1992)

## Beschreibung

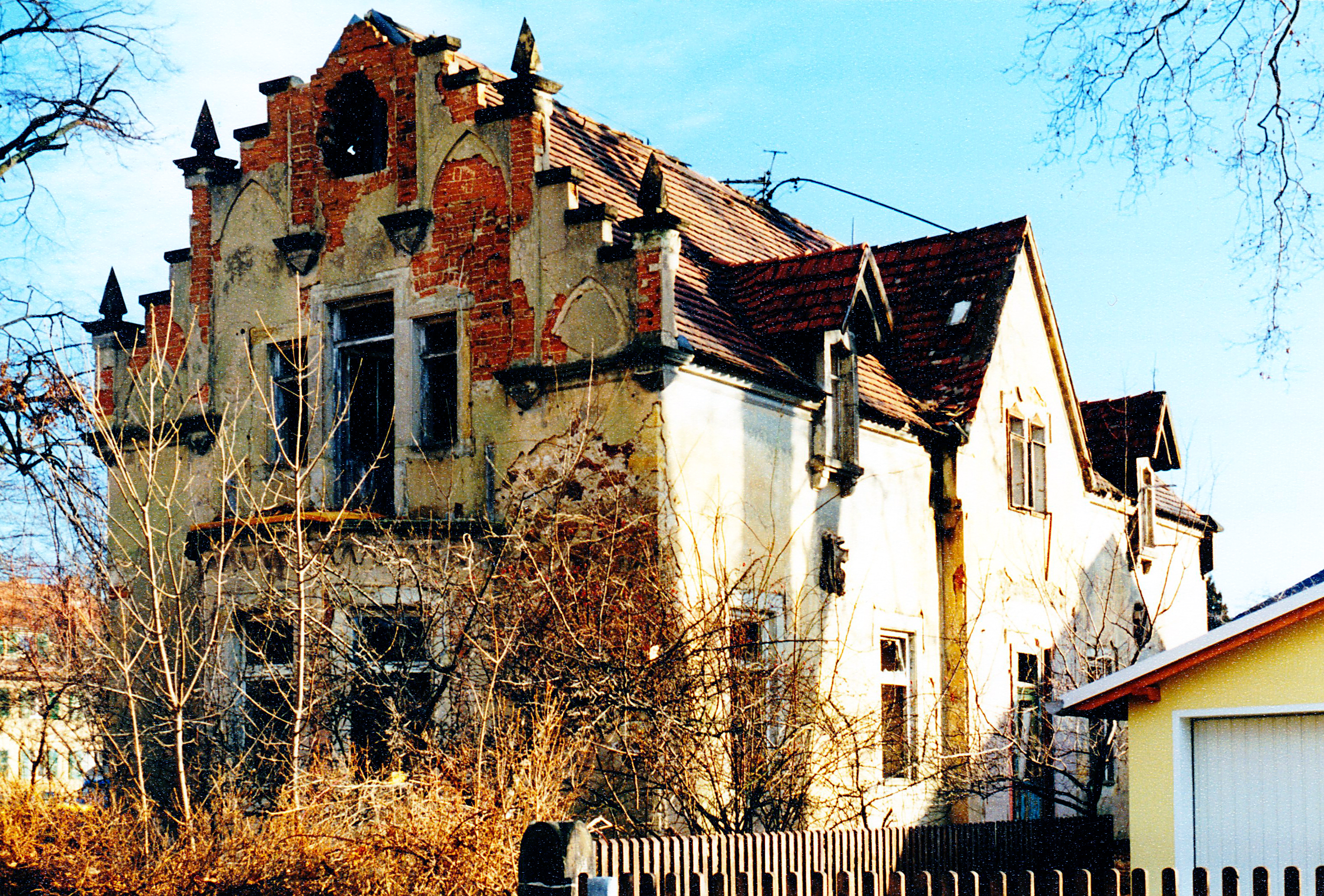
Westgiebel und Südseite des Gotischen Hauses (1999)

Das Gebäude bestand nach 1874 aus einem aus zwei sich durchdringenden Baukörpern gebildeten, T-förmig gestalteten Grundriss. Der Fuß des Buchstaben wurde durch den sich nach Norden erstreckenden, schlicht stilisierten Flügel mit Satteldach gebildet, der in der Südfassade heraustrat und dort einen Mittelrisalit mit Zwerchgiebel bildete. Rechts und links davon befanden sich zwei tief eingeschnittene Lukarne mit vorstehenden Kielbogengewänden, die auf Konsolen ruhten. Unter den Lukarnen wiederum befanden sich Wappenreliefs in Sandstein. Die Koppelfenster in dem Risalit waren durch Sandsteingewände mit Kielbogen eingefasst. Vor dem Risalit befand sich nach Süden eine kleine Terrasse.
Der wie der Nordflügel ebenfalls eineinhalbgeschossige Querflügel des ursprünglichen Gebäudes mit Satteldach zeigte auf der nach Westen zur Zillerstraße gerichteten Schmuckseite den durch Christian Gottlieb Ziller errichteten neogotischen Giebel. Dieser war als fünfachsiger, über das Dach hinausragender Treppengiebel mit jeweils drei Abtreppungen ausgebildet und trug Spitzbogen-Putzspiegel zwischen Lisenen mit zapfenartigen Aufsätzen. Vor dem Giebel stand ein polygonaler, geschlossener Söller mit Spitzbogenfries, dessen Austritt obenauf durch ein hölzernes Geländer mit gotischen Motiven abgeschlossen wurde. Auf diesen führte ein Dreifachfenster, dessen mittleres als Tür ausgebildet war. Über diesem Dreifachfenster befand sich im Dachraum ein Dreipassfenster.
Die Traufseiten bestanden aus glatt geputztem Bruchsteinmauerwerk, das sich im Erdgeschoss um die Ecke bis in den Giebel zog, während der westliche Ziergiebel selbst aus Ziegelsteinen errichtet war.

## Geschichte

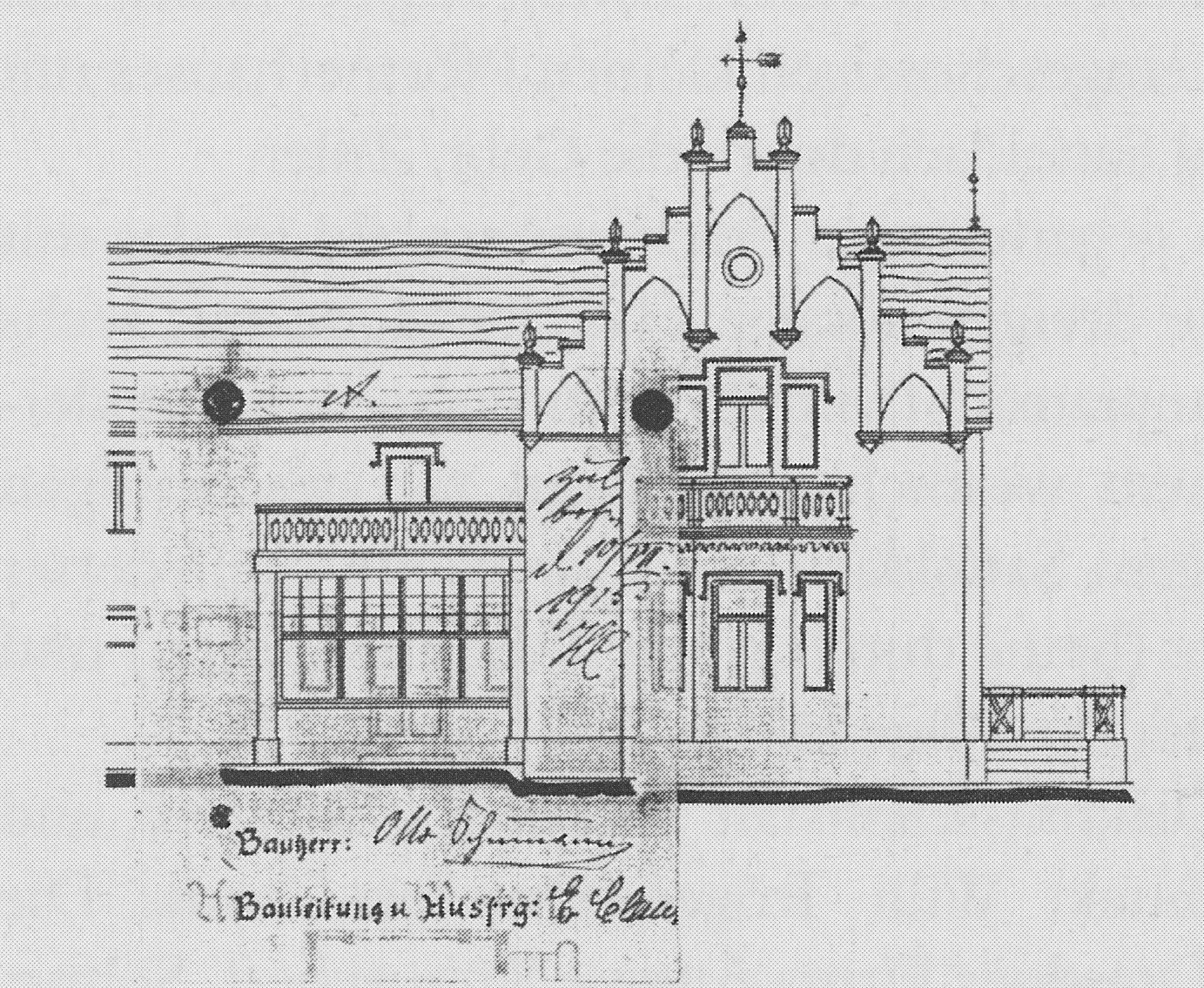
Bauzeichnung von 1915

Das im Kern schon ältere Winzerhaus wurde um 1850 durch den Oberlößnitzer Baumeister Christian Gottlieb Ziller im Stil der Neogotik umgebaut. Zusammen mit seinem Pendant, der 1873 durch die Gebrüder Ziller auf der im Westen gegenüberliegenden Straßenseite errichteten Villa Zillerstraße 13 und ihrem zum Zillerplatz ausgerichteten dreistöckigen, leuchtturmartigen Ecktürmchen, bildete das Gotische Haus vom nördlich gelegenen Zillerplatz mit seiner Fontäne aus die Eingangssituation in die nach Süden verlaufende Zillerstraße.
Im Jahr 1874 stockten die Gebrüder Ziller den mittig nach Norden aus dem west-ost-gerichteten Baukörper hervortretenden Flügel auf, 1881 folgte von ihnen der Bau einer separaten Remise für den Besitzer von Nostitz-Jänkendorf. In der Folge war das Gebäude 1897 im Eigentum von Major z. D. Arthur von Nostitz-Jänkendorf, 1914 von Elisabeth von Nostitz-Jänkendorf.
Für den neuen Eigentümer Otto Schumann folgte 1915 der Umbau einer Pergola zu einer verglasten Veranda in der nordwestlichen Gebäudeecke.
Nach der Wende musste der Nordflügel nebst der Veranda wegen Baufälligkeit abgerissen werden, während das restliche Gebäude, im Besitz einer Eigentümergemeinschaft, immer weiter verfiel. Im Jahr 2006 wurde das restliche, bis dahin unter Denkmalschutz stehende Gebäude mit Abbruchgenehmigung an eine Immobiliengesellschaft verkauft, abgebrochen und das Grundstück mit zwei Häusern neu bebaut. Vor dem Abbruch wurde noch eine Denkmaldokumentation erstellt, und ein paar Sandsteinteile wie „vor allem […] die Spitzen auf dem Westgiebel, die dem Haus seinen eigenwilligen Charakter gaben“ wurden erhalten und eingelagert, um eventuell wiederverwendet zu werden.

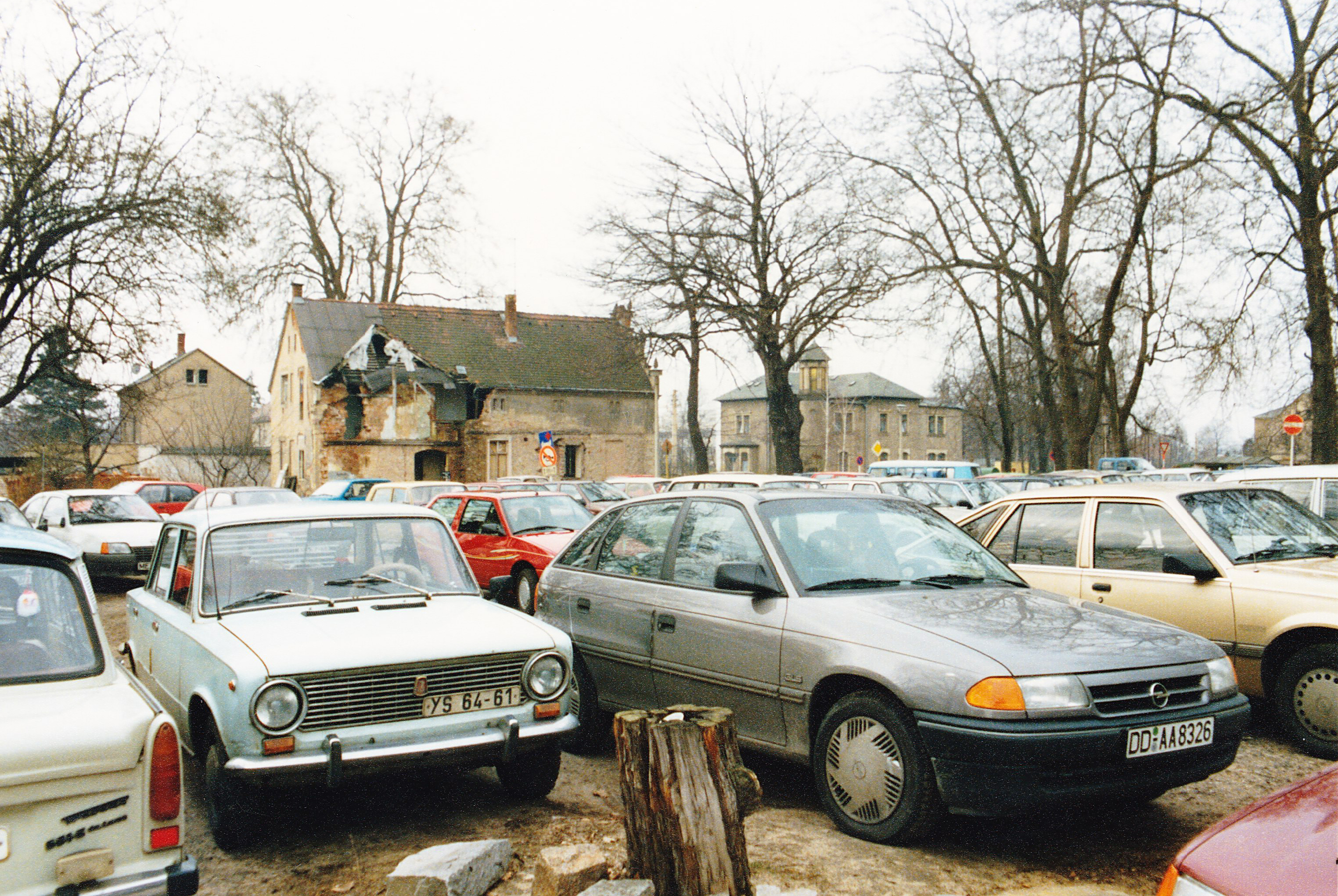
Zillerplatz 1992. Blick nach Süden in die Zillerstraße. Links die Nordseite des Gotischen Hauses mit bereits abgebrochenem Nordflügel, rechts die Villa Zillerstraße 13
Zillerplatz um 1900. Blick nach Süden in die Zillerstraße. Links der Giebel des Gotischen Hauses, rechts die Villa Zillerstraße 13
Zillerplatz, Holzstich von 1891. Blick nach Süden in die Zillerstraße. Links der Giebel des Gotischen Hauses, rechts die Villa Zillerstraße 13
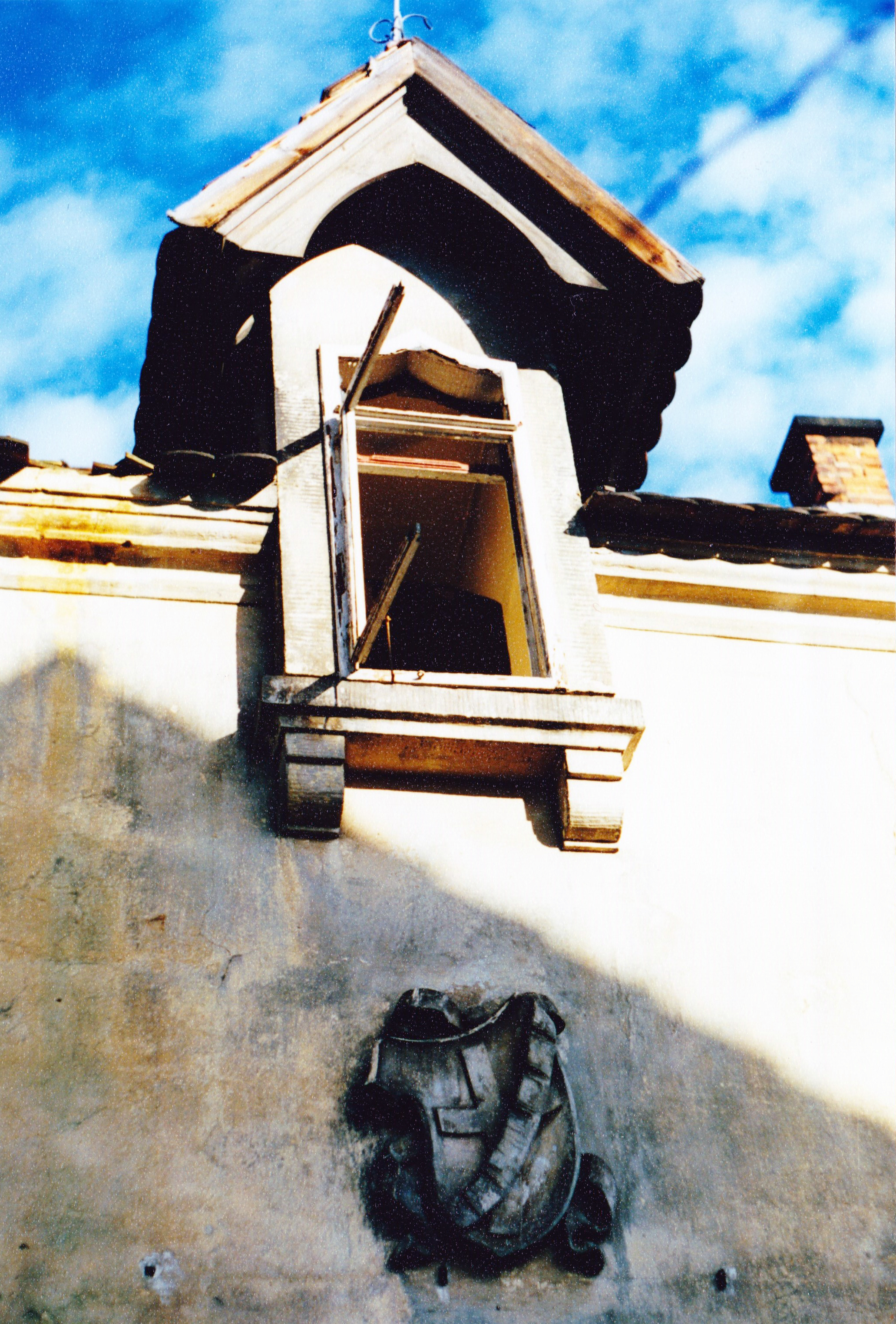
Gotisches Haus, Foto 1999. Gaupe und Wappen auf der Südseite